# Xaliscuilo
Xaliscuilo är en ort i Mexiko.   Den ligger i kommunen Cosautlán de Carvajal och delstaten Veracruz, i den sydöstra delen av landet, 230 km öster om huvudstaden Mexico City. Xaliscuilo ligger 1 065 meter över havet och antalet invånare är 311.
Terrängen runt Xaliscuilo är huvudsakligen kuperad, men den allra närmaste omgivningen är platt. Terrängen runt Xaliscuilo sluttar österut. Runt Xaliscuilo är det ganska glesbefolkat, med 38 invånare per kvadratkilometer. Närmaste större samhälle är Coatepec, 13,4 km norr om Xaliscuilo. I omgivningarna runt Xaliscuilo växer i huvudsak städsegrön lövskog.